# Jacob van Oost (młodszy)
Jacob van Oost (młodszy) (ochrz. 11 lutego 1637 w Brugii, zm. 29 września 1713 w Lille) – flamandzki malarz okresu baroku.
Był synem i uczniem Jacoba van Oosta St. Kształcił się też w Paryżu i we Włoszech. Działał głównie w Lille, gdzie wykonywał liczne zamówienia dla tamtejszych kościołów i klasztorów. Kontynuował osiągnięcia swego ojca. Tworzył dzieła religijne w konwencji późnego baroku, głównie sceny z Nowego Testamentu i żywotów świętych. Kopiował też dzieła uznanych twórców, w tym Antoona van Dycka. Był także utalentowanym portrecistą. Jego dzieła charakteryzują się żywą kolorystyką, subtelnym duktem pędzla i troską o wierne oddanie detalu (np. tkanin i futer).
Jego brat Willem (1651-1686) oraz syn Dominique (1677-1738) również byli malarzami.

## Wybrane dzieła
- Św. Rozalia przyjmująca wianek z rąk Dzieciątka Jezus -  1646, Onze Lieuwe Vrouw, Brugia
- Portret Leonarda van Kerckhove -  1665, Groeningemuseum, Brugia
- Portret Hendrika Franssensa -  ok. 1665, Groeningemuseum, Brugia
- Św. Makary z Gandawy wśród zadżumionych -  1673, Luwr, Paryż
- Św. Antoni Padewski z Dzieciątkiem Jezus -  1687, Kościół św. Maurycego, Lille
- Portret mężczyzny w zbroi -  1688, Musée des Beaux-Arts, Lille
- Portret mężczyzny -  1697, Groeningemuseum, Brugia
- Ucieczka do Egiptu -  1697, Kościół św. Maurycego, Lille
- Zaślubiny Marii -  1799, Kościół św. Maurycego, Lille
- Święta Rodzina -  ok. 1700, Sint-Medardus-kerk, Wervik k. Ieper
- Ofiarowanie w świątyni -  1700, Kościół św. Maurycego, Lille